# Most Malan
Most Malan, imenovan tudi Pul-i-Malan (darijsko پل مالان), je dvopasovni ločni most čez reko Hari, ki povezuje okrožje Indžil z okrožjem Guzara, obe v provinci Herat v Afganistanu. Zgrajen je bil okoli leta 1110 našega štetja. Most stoji 12 km južno od starega mesta Herat in dolvodno ali zahodno od Pul-i Puštu. Trenutno je sestavljen iz 22 lokov in je preživel več poplav, ki so odnesle druge mostove, ki prečkajo Hari. Dolg je 230 m, širok 8 m in visok 10 m.

## Zgodovina
Pogosta legenda o njegovem nastanku pravi, da sta mitski princesi Bibi Nur in Bibi Hur zgradili most okoli leta 900 našega štetja. Bili sta privrženki zaratustrstva. Sestri sta imeli perutnino, zato sta jajčne lupine zmešale z glino in z veliko truda zgradile most, ki je močnejši od jekla.
Most je bil zgrajen med vladavino seldžuškega sultana Ahmada Sandžarja v letih 1110–1112 našega štetja. Mogulski cesar Babur ga je vključil v svoj obisk mesta leta 1506. Turist Alexander Hamilton je zapisal, da je imel most v poznem 19. stoletju 17 lokov; trenutno jih ima 22. Poročali so tudi, da je bil most v poznem 19. stoletju zanemarjen in propadal. Do leta 1972 je del mostu odplavilo in je bil neprehoden.
Gorvodno so v letih 1961–62 zgradili sodoben most (SH 1340). Pred to gradnjo je bil Pul-i Malan edini most, ki je povezoval Herat in Kandahar in je zaradi tega veljal za pomembnega. Most je bil delno uničen med sovjetsko-afganistansko vojno, z podrtima dvema stražnima stolpoma in porušenimi 5 oboki. Danski odbor za pomoč afganistanskim beguncem je obnovil most z uporabo betona in žganih opek ter pri tem okrepil temelje in cestišče. Most je bil ponovno odprt za prečkanje leta 1995.